# FS Водолея
FS Водолея (лат. FS Aquarii) — двойная затменная переменная звезда типа W Большой Медведицы (EW) в созвездии Водолея на расстоянии приблизительно 892 световых лет (около 273 парсеков) от Солнца. Видимая звёздная величина звезды — от +13,3m до +12,5m. Орбитальный период — около 0,262 суток (6,2891 часов).

## Характеристики
Первый компонент — жёлто-оранжевая звезда спектрального класса K-G. Эффективная температура — около 5060 К.